# Žákovice
Žákovice är en ort i Tjeckien.   Den ligger i regionen Olomouc, i den östra delen av landet, 240 km öster om huvudstaden Prag. Žákovice ligger 261 meter över havet och antalet invånare är 216.
Terrängen runt Žákovice är platt åt nordväst, men åt sydost är den kuperad.Runt Žákovice är det ganska tätbefolkat, med 86 invånare per kvadratkilometer. Närmaste större samhälle är Přerov, 15,1 km väster om Žákovice. Trakten runt Žákovice består till största delen av jordbruksmark.